# Ajigasawa
Ajigasawa (鰺ヶ沢町?) è una cittadina giapponese della prefettura di Aomori.